# Fístula anal de Luis XIV de Francia

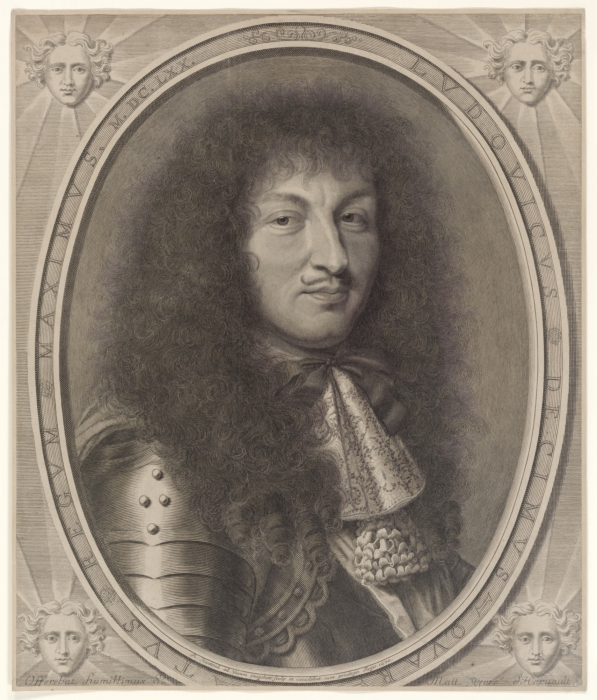
Luis XIV de Francia

La fístula anal de Luis XIV de Francia fue uno de los muchos males que sufrió el rey Luis XIV de Francia. Fue su cirujano Charles-François Félix quien operó con éxito la fístula anal en 1686, tras desarrollar un instrumento específico y practicar con varias decenas de pacientes. La cura del rey tuvo un impacto considerable en Francia y Europa y dio lugar a numerosas celebraciones civiles y religiosas en todo el reino.

## Fístula
A principios de 1686, el rey se quejó:

de un pequeño tumor, en el perineo, dos dedos al lado del ano, profundo, poco sensible al tacto, sin dolor, sin enrojecimiento, sin pulsación.

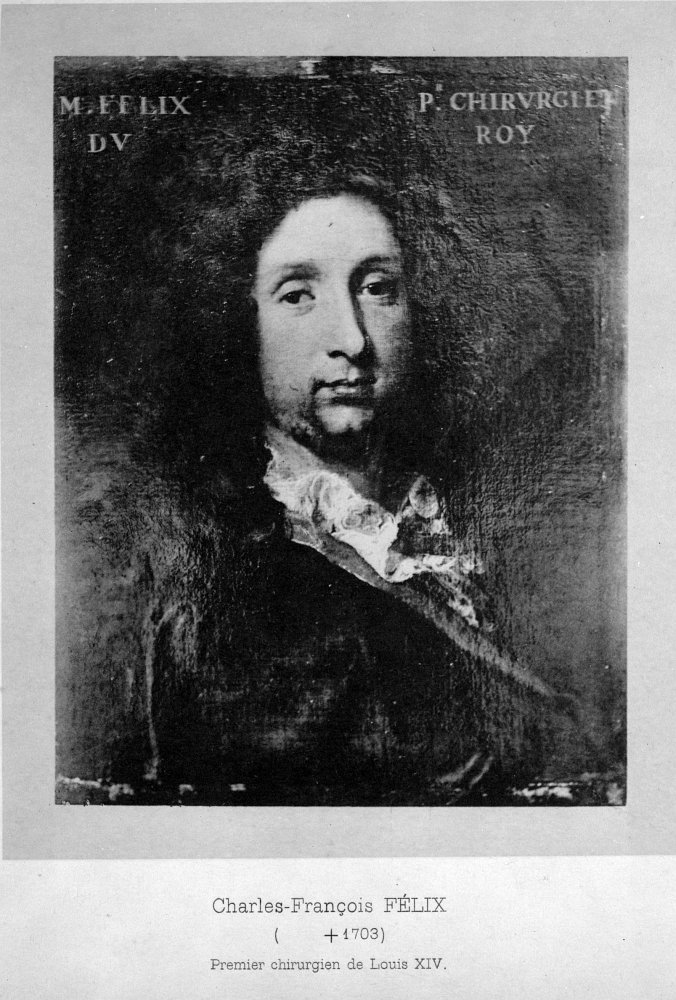
El cirujano Charles-François Félix

El absceso se volvió más doloroso e incapacitante. El rey, que entonces tenía 48 años, ya no podía montar a caballo y salía a pasear por el parque en sillones. Lo que se denominó modestamente «tumor en el muslo» se reveló entonces públicamente en el contexto de una guerra entre cirujanos y médicos sobre el tratamiento a administrar. Durante los primeros meses de 1686, la dolencia fue tratada por el equipo dirigido por Antoine Daquin con cataplasmas. Numerosos farmacéuticos se reunieron en Versalles con la esperanza de poder acceder al rey para tratarlo y unirse a su séquito. Entre los tratamientos, se recomendó una inyección de agua de Barèges y los médicos planearon enviar al rey a la ciudad balneario de los Pirineos. Un cirujano parisino, enviado allí, fue testigo del éxito de estas aguas para la fístula. Pero Daquin se opuso al viaje, que consideraba demasiado largo y peligroso por «el calor de la temporada».
Finalmente, el cirujano Charles-François Félix consiguió convencer al rey para que realizara la operación, una incisión, ciertamente dolorosa, pero que solo duró unos minutos.

## Operación
El cirujano, que se jugó su carrera, practicó con muchos indigentes de París, reunidos en el hospicio de Versalles. No se sabe el número exacto (se habla de 75), pero muchos murieron y, según el párroco de Versalles, François Hébert, fueron enterrados al amanecer sin tocar las campanas

para que nadie supiera lo que estaba pasando.

Estas múltiples operaciones permitieron a Félix desarrollar un instrumento específico, un bisturí curvado extendido por una pluma, cuyo borde de corte estaba cubierto con un capuchón de plata para no herirlo cuando se introducía en el ano abierto por otro instrumento.
Mientras la corte pasaba unos días en Fontainebleau, el rey regresó a Versalles. La operación, mantenida en secreto, tuvo lugar el 18 de noviembre de 1686 a las 7 horas en el dormitorio del rey. El secreto se mantuvo para no debilitar la posición del rey ante su corte y los tribunales europeos. Se describe detalladamente en el Journal de santé du Roi, redactado entre 1647 y 1711.
El rey se tumbó en su cama, con una almohada bajo el estómago para levantar las nalgas. Además de Félix, estaban presentes los doctores Daquin, Fagon, Bessières y La Raye, que asistieron a la operación, y Madame de Maintenon que sujetaba la mano del rey. La operación sin anestesia duró tres horas, durante las cuales el rey habría dicho:

¿Está hecho, señores? Termina y no me llames rey; quiero que me traten como si fuera un campesino.

## Después de la operación
La operación fue un éxito e impulsó la fama y la fortuna del cirujano, que posteriormente fue condecorado. Esto puso de moda entre los cortesanos la cirugía de la fístula. Si bien el éxito de la operación fue ampliamente publicitado, al menos otras dos incisiones fueron hechas al rey por Félix a finales de 1686 y el rey no se recuperó realmente hasta enero de 1687.
Celebraciones civiles y religiosas tuvieron lugar en Versalles y en todo el reino. Se habilitaron fuentes de vino en las principales ciudades. Las interpretaciones del Te Deum, por ejemplo, a cargo de Paolo Lorenzani, bajo la dirección del compositor, se prolongaron porque, tras el edicto de Fontainebleau (1685), se prohibieron todos los cantos litúrgicos en francés.
Estas celebraciones sirvieron al rey para reforzar la cohesión nacional tras la revocación del Edicto de Nantes y en el extranjero, demostrando el valor y la resistencia del rey.
La operación también tuvo repercusiones en la cirugía. Antes se daba primacía a los médicos, que tenían una definición intelectual de su profesión, con desprecio de los cirujanos, que entonces eran considerados trabajadores manuales, que ejercían una profesión degradante por estar en contacto con la sangre. Los cirujanos estaban adscritos al gremio de barberos y peluqueros. La disciplina se potenció y el interés por ella y por la anatomía continuó hasta el final del Antiguo Régimen.
El bisturí de Charles-François Félix, diseñado para la operación, forma parte de las colecciones del Museo de Historia de la Medicina.